# ユハ・カンクネン
ユハ・マッティ・ペレルヴォ・カンクネン（芬: Juha Matti Pellervo Kankkunen, 1959年4月2日 - ）は、フィンランド ラウッカ出身の元ラリードライバー。世界ラリー選手権 (WRC) のドライバーズタイトルを4回（1986年・1987年・1991年・1993年）獲得。コリン・マクレーが1995年にタイトルを獲得するまで、史上最年少のタイトルホルダーだった。
2020年にセバスチャン・オジェも達成するまで、長らく3メーカーでチャンピオンを獲得したWRC史上唯一のドライバーであった。（プジョー、ランチア、トヨタ）
またグループBとグループAの両規定でWRCチャンピオンとなった史上唯一のドライバーでもある。

## 経歴

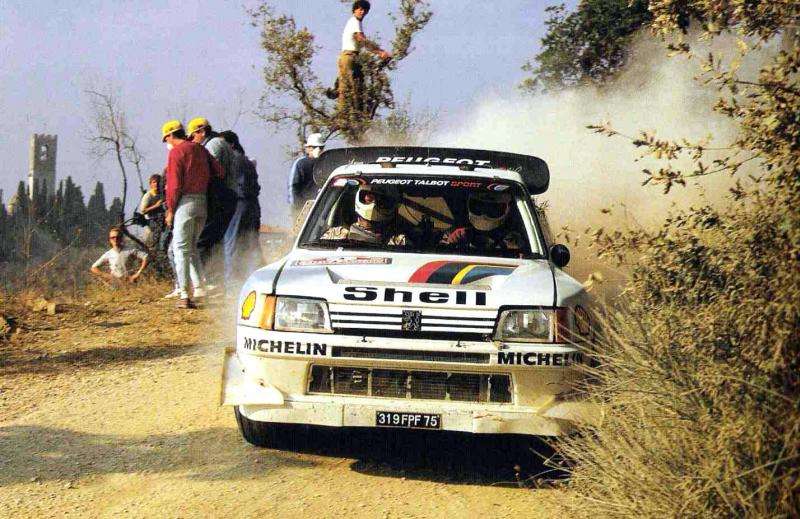
失格騒動に揺れた1986サンレモにて、プジョー・205T16 E2をドライブ。

カンクネンはユヴァスキュラの近くの農場で育った。 1978年にフォード・エスコートRS2000を操りラリーデビュー。WRCには1979年の1000湖ラリーが初参戦である。1983年にトヨタ・チーム・ヨーロッパに移籍。1985年のサファリラリーでWRC初優勝。
1986年にプジョーに移籍し、ランチアのマルク・アレンと年間王者を争う。最終戦終了時点ではアレンに次ぐランキング2位だったが、ラリー・サンレモにおけるプジョーの失格が取り消され、イベントのリザルトも無効とされた結果、カンクネンに初タイトルが転がり込んだ。
グループB廃止に伴いプジョーがWRCから撤退すると、1987年にはランチアに移籍。チームメイトのアレン、ミキ・ビアシオンとのタイトル争いを制し、WRC史上初の2年連続タイトルを獲得した。しかし開幕戦ラリー・モンテカルロにおけるチームオーダーが原因でチームマネージャーのチェーザレ・フィオリオと確執が生じ、1年限りでランチアを離脱。1988年、1989年は古巣トヨタでセリカST165を駆り、1989年はオーストラリアで復帰以来初の優勝を飾る。また、1988年にはプジョーからパリ・ダカール・ラリーに出場し総合優勝した。
1990年にランチアに復帰。1991年はカルロス・サインツとの激戦を制し、3度目の世界タイトルを得る。
1992年はポルトガルの1勝にとどまるものの、堅実な走りでランチアのメイクスタイトル6連覇に貢献する。最終戦終了時点で翌1993年のシートは決まっていなかったが、トヨタ陣営からサインツがスポンサー契約の問題で急遽ランチアのセミワークスであるジョリー・クラブへ移籍し、それに伴いカンクネンのトヨタ移籍が実現した。

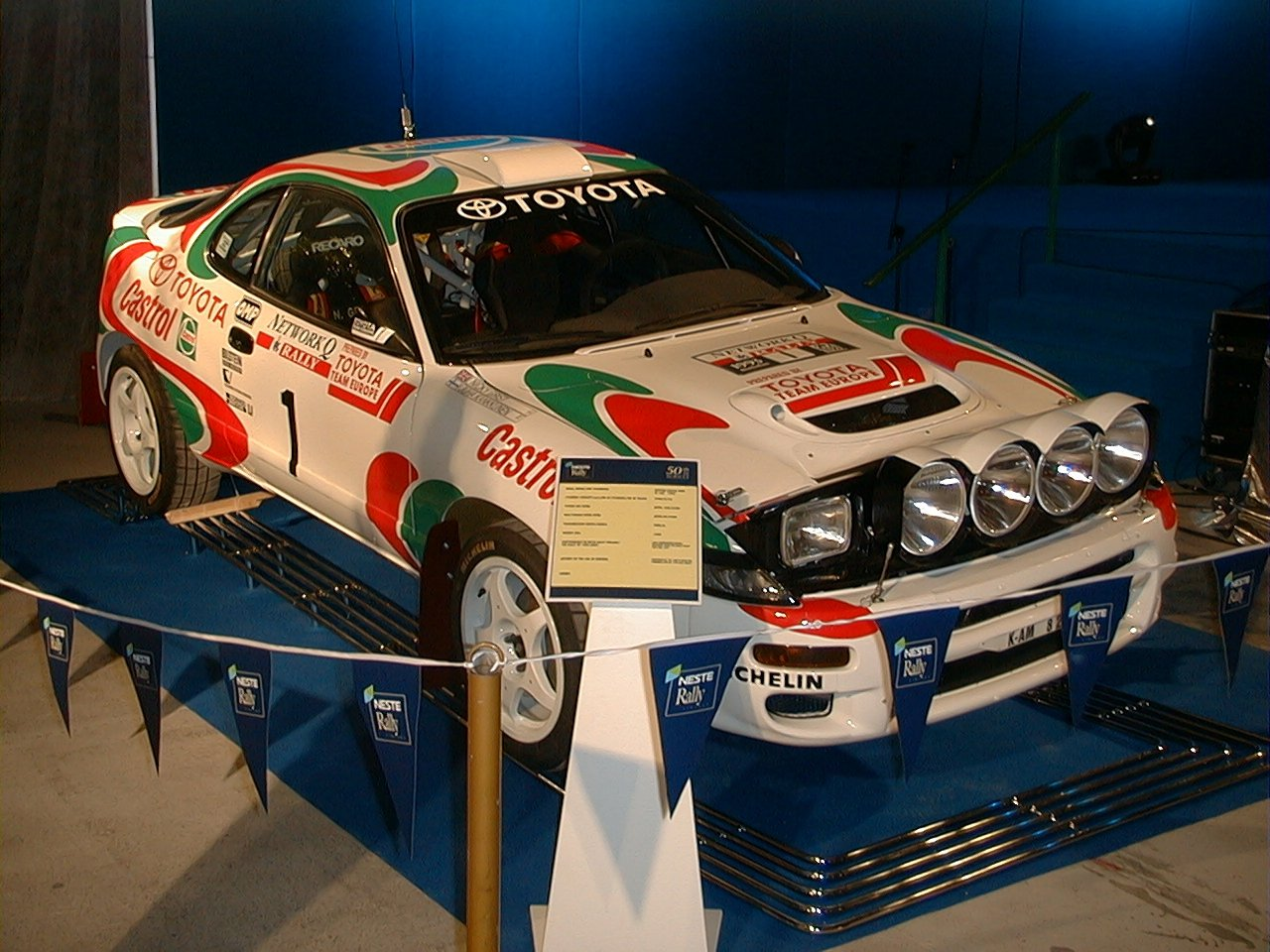
トヨタ・セリカGT-Four ST185（1993ラリーGB）優勝車）

1993年は長年のパートナーであるユハ・ピロネンが脳震盪で倒れ、コ・ドライバーの代役にニッキー・グリストを据えるアクシデントに見舞われるが、フォード勢との熾烈な戦いを制し、見事4度目の世界タイトルを獲得。そして、トヨタに日本メーカーとして初のメイクスタイトルをもたらした。
1994年には前年の中盤に組んだニッキー・グリストをコ・ドライバーとする。緒戦のポルトガルで勝利を飾るが、ニューマシンの開発兼務のため、これが唯一の勝利となる。そのニューマシン、セリカST205はサンレモ・ラリーからカンクネンの手によってデビューするが、搭載していたスーパーストラットサスペンションの不調と車重に悩まされ続ける。
1995年のカタルニア・ラリーは序盤はリードするも、2日目の終盤にコースアウトでリタイア。チームメイトのディディエ・オリオールが4位でフィニッシュするが、再車検でターボ・リストリクターへ不正な細工が行われていたのが発覚。オリオールのリザルトは無効となり、カンクネンも同ラリーまでポイント・ランキングでトップに立っていたものの、国際自動車連盟（FIA）によってポイント無効の処分がなされ、さらにトヨタは一年間ワークス活動を禁止される事態となった。
1996年はトヨタに残留し、プライベート体制で4戦に出場した。
1997年はシートを得られなかったが、フォードのアルミン・シュヴァルツがシートを得る前提条件であったスポンサードを得られなくなり解雇されるとその入れ替わりで第7戦ラリー・アルゼンチンから参戦。基本設計が古く、三菱、スバルよりも戦闘力の劣るエスコートWRCを駆りながら、コンスタントに上位入賞する活躍をみせ、マシン開発が終わった1998年のフィンランドで熟練した走りで勝ち取った3位は特筆に価する。フォード時代の最高位は7回の2位。
1999年にスバルに移籍。序盤はマシンとタイヤの開発が他チームに遅れて苦戦するも、中盤戦に入ると熟成も進み、アルゼンチンでは6年ぶりの勝利を飾ると、地元のフィンランドでも安定した速さで勝利をあげた。2000年はリチャード・バーンズを中心としたチーム運営に変わり、走りも精彩を欠くようになり、この年限りでスバルを去った。

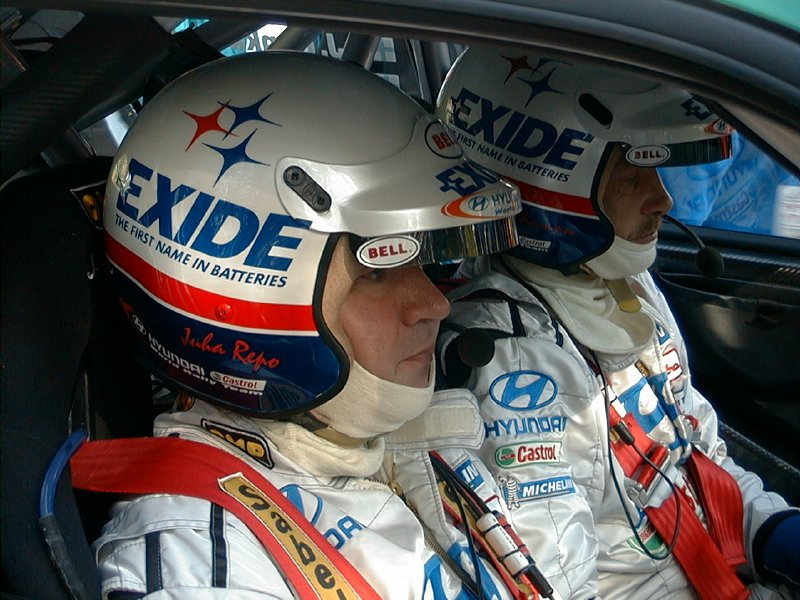
コ・ドライバーのユハ・レポとカンクネン（2001年）

2001年はヒュンダイでフィンランド・ラリー一戦のみに参加、翌2002年はヒュンダイのレギュラーシートを得る。しかしながら目立った成績を上げることなく翌2003年にはシートを失い、実質的なWRC引退となった。なお、2010年にはラリー・フィンランドにフォード・フォーカスWRCでスポット参戦し、総合8位の結果を残している。
カンクネンは活躍の場を再びラリーレイドに移し、2004年はUAEデザートチャレンジに参加した。彼はコ・ドライバーのユハ・レポとともに2005年のダカール・ラリーにフォルクスワーゲンから出場したもののリタイアに終わった。
フィンランド出身の著名なスポーツ選手は「フライング・フィン」と呼ばれるが、彼もそのように呼ばれ、彼はまた2002年3月に創立したフィンランドの低価格航空会社「フライング・フィン」航空（2004年に経営破綻）に出資もしている。
2022年イープル・ラリーでは、水素エンジン仕様のトヨタ・GRヤリスの00カーに搭乗。SSSでドライブを披露した後、代わってドライブしたモリゾウ（豊田章男）のコ・ドライバーも努めた。またラリージャパンの岡崎城近くのSSではGRヤリスのRally2仕様車のお披露目走行を行い、コドライバーをトヨタイムズに出演する富川悠太元テレ朝アナウンサーが担当した。

## エピソード
- フィンランド出身のドライバーであるが、コ・ドライバーが走行中にコースの特徴を知らせるために読み上げるペースノートは母国語のフィンランド語ではなく英語であったため、どの国のコ・ドライバーとの仕事も支障をきたすことはなかった。そのため、1993年に勝利したラリーの一つ、アルゼンチンでも、脳震盪で離脱したパートナー、ユハ・ピロネン（フィンランド出身）の代役を務めたニッキー・グリスト（イギリス出身）とのコンビネーションもスムーズに進んだと言われる。ちなみに、1997年にフォードに移籍した際にコ・ドライバーを務めたユハ・レポも同じフィンランド人であるが、彼が読み上げるペースノートも英語であった。この時期のTVインタビューにおいて、フィンランド人同士なのにペースノートが英語なのはなぜかと問われ、「1984年から英語のペースノートを使っているから」と答えている。また、ピロネン離脱の際に代役のコ・ドライバーを探すにあたりカンクネンは「英語の母語話者を」と要求したと言われ、ウェールズ訛りがあるものの英国人であるグリストに白羽の矢が立った。当時グリストはアルミン・シュヴァルツのコ・ドライバーだったが、シュヴァルツはアルゼンチンに参戦していなかったため、シュヴァルツの合意のもとスポットでカンクネンと組むことになった。その後グリストは正式にカンクネンのコ・ドライバーとなった（正式移籍以前の1000湖ラリーではデニス・ジロウデがカンクネンのコ・ドライバーを務めている。また、シュヴァルツはグリスト移籍後同じドイツ出身のペーター・スールと組んでいる）。
- 地元ラリー・フィンランドとは同郷のライバルが多かったり走行中に起こったエンジントラブルなどもあって、中々勝利を収めることはなかった。初優勝を遂げたのは3度目のタイトルを決める1991年になってからだった。その後も1993年と1999年に優勝するものの、直後にトミ・マキネンが1994年から1998年まで5連覇したため、その陰に隠れる形となってしまった。
- どのラリーを走らせても極めてミスが少なく、それがマキネンと並ぶWRCで4度のチャンピオンにつながったといっても過言ではない。その反面、トヨタ時代のチームメイトであったサインツがマシンの開発に時間と労力をラリー直前まで費やしていたのとは対照的に、マシンの開発・テストには熱心ではなく、これが後年、ハイテク化したWRカーに対応できなくなったとの見方もある。ただし、基本的にどのマシンも乗りこなせたため、それがタイトル獲得につながったともいえるかもしれない。また、サインツが一回のテスト走行で百数十箇所の改善要求を出したのに対し、カンクネンは調子の悪いマシンでも本番でそこそこ速く走らせたためマシンの欠点が見えにくく、またトヨタ時代はテストドライバーであったマルク・デュエツのセッティングを信頼しており、ラリー前のテストに参加しないなど双方とも逆の意味で開発者泣かせと言えた。
- フォード時代マルコム・ウィルソンが、カンクネンが使用したフォード・エスコートWRCのギヤボックスを開けた際ほぼ新品同様であったことからマシンを労る走りも上手であった。
- 昔の北欧ドライバーが得意としていた滑りやすいグラベルを得意としていた反面、ターマックは苦手であった。そのため、かつてのポルトガルやサンレモ（イタリア）、カタルニア（スペイン）といったミックスサーフェスのイベントでは、前半のターマックで後方にいても、後半のグラベルで一気に追い上げて上位に食い込むというラリー運びがよく見られた。ちなみに、4度目のタイトルを決めたのは1993年からオールターマックに変わったカタルニアだった。また、セリカのリストリクター違反でポイントを失ったものの、1995年のカタルニアではクラッシュするまでトップを独走した。
- 1995年のカタルニアに於けるトヨタのリストリクター違反発覚後、カタルニア郊外のワインバーでフランソワ・デルクールに違反の件で（カンクネンには何の罪も無いにも関わらず）激しく罵られてしまう。
- 1992年はランキング2位となったが、チャンピオン争いのライバルであったサインツとオリオールは、年間出場数いっぱいの10戦に参戦したのに対し、カンクネンはランチアのセミワークスからのエントリーで資金繰りが厳しくなったことを理由に、予定されていたアルゼンチンへの出場をキャンセルせざるを得なくなり、年間9戦しか出場しなかった。カンクネンは、この年出場したすべてのラリーで表彰台を獲得する抜群の安定感を示しているだけに、もし予定通り10戦に出場できていれば、カンクネンがタイトルを獲得していた可能性は十分考えられる。
- フィンランド人ラリードライバーの先輩であり、友人でもあったヘンリ・トイボネンが1986年に事故死したことから、フランスのツール・ド・コルス・ラリーを極端に嫌っていた。カンクネン自身がターマックを苦手にしていたこともあるが、年間出場数に上限があった1990年代前半は、毎年このイベントをスキップしていた。
- 1988年にパリ・ダカールラリーでプジョーから参戦し優勝するが、その年に終盤までトップを走っていたアリ・ヴァタネンのマシンが、モーリタニア共和国内で何者かによって略奪され(後に首都バマコ市内で発見される)、失格するというアクシデントが発生し、それに抗議するためか、ダカールでのゴール後に完走したドライバーがマシンと共に上がるウイニングランプを、シャンパンファイトやインタビューもせず、観客や取材陣を押しのけて素通りして行くという行動を見せた。
- その豪快かつ堅実な走りと強さから、｢ラリー界の帝王｣の異名を賜った。
- 引退後は同郷の先輩、アリ・バタネンが要職についているEU（ヨーロッパ連合）の議員に立候補したが落選した。
- 1990年代後半に台頭したF2キットカーに対して「F2キットカーはグループAランチア・デルタよりも速い。サーフェス問わずね」とインタビューで答えた事がある。
- トヨタとヒュンダイ時代のチームメイトであった、ケネス・エリクソンとも親交が深かった。

### 私生活
- 葉巻が好き。
- 現在はモナコに住んでいるが、フィンランドに広大な農場と自動車コレクションも所有する。
- 父ペッカ（2013年死去）と弟のティモもラリードライバー。妻ピルヨとは2008年に離婚している。息子はニコとティノがおり、ティモはレーサーとしてドイツや北欧などのTCRレースで活躍している。

## タイトル
| 年   | タイトル         | 車                         |
| ---- | ---------------- | -------------------------- |
| 1986 | 世界ラリー選手権 | Peugeot 205 Turbo 16 E2    |
| 1987 | 世界ラリー選手権 | Lancia Delta HF 4WD        |
| 1991 | 世界ラリー選手権 | Lancia Delta Integrale 16V |
| 1993 | 世界ラリー選手権 | Toyota Celica Turbo 4WD    |

### 世界ラリー選手権での優勝
| 年   | ラリー                            | 開催国           | コ・ドライバー       | 車                         |
| ---- | --------------------------------- | ---------------- | -------------------- | -------------------------- |
| 1985 | Marlboro Safari Rally             | ケニア           | フレッド・ギャラハー | Toyota Celica TCT          |
| 1985 | Rallye Cote d'Ivoire              | コートジボワール | フレッド・ギャラハー | Toyota Celica TCT          |
| 1986 | International Swedish Rally       | スウェーデン     | ユハ・ピロネン       | Peugeot 205 Turbo 16 E2    |
| 1986 | Acropolis Rally                   | ギリシア         | ユハ・ピロネン       | Peugeot 205 Turbo 16 E2    |
| 1986 | Rally of New Zealand              | ニュージーランド | ユハ・ピロネン       | Peugeot 205 Turbo 16 E2    |
| 1987 | Olympus Rally                     | アメリカ合衆国   | ユハ・ピロネン       | Lancia Delta HF 4WD        |
| 1987 | Lombard RAC Rally                 | イギリス         | ユハ・ピロネン       | Lancia Delta HF 4WD        |
| 1989 | Commonwealth Bank Rally Australia | オーストラリア   | ユハ・ピロネン       | Toyota Celica GT-Four      |
| 1990 | Rally Australia                   | オーストラリア   | ユハ・ピロネン       | Lancia Delta Integrale 16V |
| 1991 | Martini Safari Rally Kenya        | ケニア           | ユハ・ピロネン       | Lancia Delta Integrale 16V |
| 1991 | Acropolis Rally                   | ギリシア         | ユハ・ピロネン       | Lancia Delta Integrale 16V |
| 1991 | 1000 Lakes Rally                  | フィンランド     | ユハ・ピロネン       | Lancia Delta Integrale 16V |
| 1991 | Rally Australia                   | オーストラリア   | ユハ・ピロネン       | Lancia Delta Integrale 16V |
| 1991 | Lombard RAC Rally                 | イギリス         | ユハ・ピロネン       | Lancia Delta Integrale 16V |
| 1992 | Rallye de Portugal                | ポルトガル       | ユハ・ピロネン       | Lancia Delta HF Integrale  |
| 1993 | Trustbank Safari Rally            | ケニア           | ユハ・ピロネン       | Toyota Celica Turbo 4WD    |
| 1993 | Rally Argentina                   | アルゼンチン     | ニッキー・グリスト   | Toyota Celica Turbo 4WD    |
| 1993 | 1000 Lakes Rally                  | フィンランド     | デニス・ジロウデ     | Toyota Celica Turbo 4WD    |
| 1993 | Telecom Rally Australia           | オーストラリア   | ニッキー・グリスト   | Toyota Celica Turbo 4WD    |
| 1993 | Network Q RAC Rally               | イギリス         | ニッキー・グリスト   | Toyota Celica Turbo 4WD    |
| 1994 | TAP Rallye de Portugal            | ポルトガル       | ニッキー・グリスト   | Toyota Celica Turbo 4WD    |
| 1999 | Rally Argentina                   | アルゼンチン     | ユハ・レポ           | Subaru Impreza WRC         |
| 1999 | Neste Rally Finland               | フィンランド     | ユハ・レポ           | Subaru Impreza WRC         |